# 小甲登枝恵
小甲 登枝恵（こかぶ としえ、1931年8月7日 - ）は、日本の元女優。東京都出身。東映東京撮影所に所属していた。桜蔭高等学校出身。
本名は飯田 登枝恵。別名は小甲 登志恵、小甲 登志枝、小田 登枝恵。

## 出演作品

### 映画
※すべて東映配給作品
- 警視庁物語
  - 警視庁物語 血液型の秘密（1960年） - 主婦
  - 警視庁物語 12人の刑事（1961年） - 巡査の細君
- はだかっ子（1961年） - 女の先生
- 黄門社長漫遊記（1962年） - 「丸花」の女中
- 第八空挺部隊 壮烈鬼隊長（1963年） - 田村マサ子
- 東京アンタッチャブル 脱走（1963年） - 看護婦
- 牝（1964年） - 看護婦
- おんな番外地 鎖の牝犬（1965年） - 看護婦
- あばずれ（1966年） - チエ
- 怪談 蛇女（1968年） - 下男
- 不良番長 猪の鹿お蝶（1969年） - はる
- 現代やくざ 与太者の掟（1969年） - 勝又しず子
- 日本ダービー 勝負（1970年）
- 女囚さそりシリーズ
  - 女囚701号/さそり（1972年） - 女囚
  - 女囚さそり 第41雑居房（1972年） - 囚人
  - 女囚さそり けもの部屋（1973年） - 女囚
  - 女囚さそり 701号怨み節（1973年） - 女囚
  - 新・女囚さそり 特殊房X（1977年） - 女囚
- 人斬り与太 狂犬三兄弟（1972年） - 金物屋
- 夜の歌謡シリーズ 女のみち（1973年） - 老婆
- 前科おんな 殺し節（1973年） - 女囚
- 0課の女 赤い手錠（1974年） - 留置場の女
- 従軍慰安婦（1974年） - ふさの母
- 新幹線大爆破（1975年） - 清掃係の小母さん
- 必殺女拳士（1976年） - 長屋の女将
- お祭り野郎 魚河岸の兄弟分（1976年）
- 狭山裁判（1976年） - 江田きぬ
- 天使の欲望（1979年） - 谷林トマエ
- 悪魔が来りて笛を吹く（1979年） - 村人
- 野菊の墓（1981年） - とめ
- 日本海大海戦 海ゆかば（1983年）
- 天国の駅 HEAVEN STATION（1984年） - 煙草屋のおかみ
- 玄海つれづれ節（1986年） - バタバタ横丁の住人
- はいからさんが通る（1987年）

### テレビドラマ

#### 日本テレビ
- 笑ってよいしょ 第1話「ブルーライト浅草」（1969年）
- ゴールドアイ 第3話「暗殺者は女を狙う」（1970年）
- 火曜サスペンス劇場
  - 女弁護士 高林鮎子
    - 第5作「かいじ12号小淵沢で消えた不在証明」（1989年）
    - 第11作「能登に消えた女」（1993年）※小甲登枝江名義

  - 六月の花嫁シリーズ / 結婚指輪（1990年）
  - 女監察医・室生亜季子
    - 第9作「震える川」（1990年）
    - 第17作「薬殺」（1994年）

#### TBS
- キャプテンウルトラ 第21話「電波怪物ラジゴン星人あらわる!!」（1967年） - イサムの母
- 柔道一直線 第46話「鬼の柔道 -柔よく剛を制すとは-」（1970年）
- 刑事くん
  - 第2部 第53話「父と娘の旅」（1974年）
  - 第3部 第3話「理由 - 嵐を乗り越えて」（1974年）
  - 第4部 第5話「危険なデート」（1976年）
- Gメン'75
  - 第28話「刑事誤殺」（1975年） - 島尾トメ
  - 第72話「恐怖のロープウェイ」（1976年） - 井口健二の母
  - 第73話「バカ! 大人のバカ!!」（1976年） - ビル掃除婦
  - 第81話「灰色高官殺人事件」（1976年）
  - 第123話「連続誘拐事件・前編 野球場ナイター殺人事件」（1977年） - お手伝いさん
  - 第149話「結婚式の夜の出来事」（1978年）※出演シーンカット
  - 第169話「深夜バスの乗客大量殺人事件」（1978年）
  - 第197話「非行少女・ミキ」（1979年） - ひったくりの被害者
  - 第211話「通勤バスから消えたキャリアガール」（1979年） - 寮母（大東亜物産第2職員寮）
  - 第258話「大空港の逃亡者」（1980年）※出演シーンカット
  - 第273話「怪談・死霊の棲む家」（1980年） - 油屋旅館の女将
  - 第295話「午前6時の通り魔」（1981年）
- 宇宙鉄人キョーダイン 第26話「怪奇!! 猫にされた子供たち」、第27話「恐るべし!! デス五人衆の猛襲」（1976年） - 上田千代
- 大鉄人17（1977年）
  - 第1話「謎の鋼鉄巨人」 - 村人
  - 第24話「ゆるせ弟よ! 涙のミサイルパンチ」、第25話「危うし兄弟ロボット! 恐怖の遊園地」 - 矢崎かよ ※小甲登技江名義[2]
- 仮面ライダー (スカイライダー) 第15話「恐怖 アオカビジンの東京大地震」（1980年） - 母親
- 月曜ドラマスペシャル / 終戦記念特別企画 星の流れに（1991年）
- 新幹線物語'93夏（1993年）
  - 第1話「女性パーサー定発!」
  - 第2話「駅弁から出た札束」

#### フジテレビ
- 騎馬奉行
  - 第9話「過去を消した女」（1979年）
  - 第11話「怪盗白羽矢組 女体の罠」（1979年）
  - 第13話「怪盗白羽矢組 女体の罠」（1979年）
  - 第22話「鬼が帰ってきた」（1980年）
  - 第25話「連続殺人! 狙われた女たち」（1980年）
- 東映不思議コメディーシリーズ
  - バッテンロボ丸
    - 第8話「さみしがりやの大砲ロボット」（1982年） - 教会の客
    - 第18話「どんなもんだい!ボクは会長」（1983年） - 老人会の女性

  - 勝手に!カミタマン（1985年）
    - 第16話「お化けより愛をこめて」 - 横山の祖母
    - 第26話「佃煮博士の秘密指令」 - 銭湯の女将
    - 第33話「ママのオシャレ大作戦」 - 八百屋の妻

  - おもいっきり探偵団 覇悪怒組（1987年）
    - 第14話「妖怪千年婆あ〜」
    - 第25話「白骨沼の伝説」

  - じゃあまん探偵団 魔隣組 第11話「先生はジゴマじゃない!」（1988年）
- 時代劇スペシャル
  - 佐武と市捕物控 岡っ引無情（1982年）
  - 素浪人罷り通る 第6弾「素浪人罷り通る 矢立峠に裏切りを見た」（1983年）
- 関西テレビ開局25周年記念 吉田茂（1983年）
- ライオン午後のサスペンス / 私は許さない（1984年）
- 月曜ドラマランド / あ! Myみかん（1984年）
- 裸の大将放浪記 第14作「帰ってきた裸の大将放浪記」（1984年）
- 金曜女のドラマスペシャル / 愛の終着駅 バラバラ殺人事件!（1984年）
- TVオバケてれもんじゃ 第6話「恐怖の音声多重 総天然色カラーボーイ」（1985年） - 遺族
- スケバン刑事II 少女鉄仮面伝説 第8話「おニャン子vs謎のDJ」（1985年）
- 男と女のミステリー→金曜エンタテイメント
  - 母ーちゃん（1988年）
  - ロマンスに弱いの（1988年）
  - 女優 夏木みどりシリーズ 第6作「赤いドレス殺人事件」（1994年）
- 世にも奇妙な物語 / 親切すぎる家族（1990年）

#### テレビ朝日
- ある勇気の記録（1966年 - 1967年）
- 悪魔くん 第24話「カマキリ仙人」（1967年） - 定子（情報屋の母）
- 特別機動捜査隊
  - 第314話「アイデア夫人の場合」（1967年） - 幾代
  - 第316話「北国の女」（1967年） - お種
  - 第322話「寒いクリスマス」（1967年） - 女将
  - 第338話「狂った季節」（1968年） - 債権者
  - 第651話「姿なき脅迫者」（1974年） - 女工
  - 第782話「わたしの父さん」（1976年） - 主婦
- 忍者ハットリくん+忍者怪獣ジッポウ 第23話「それはジッポウくん卑怯でござる」（1968年） - お手伝い
- 河童の三平 妖怪大作戦
  - 第7話「死神小僧」（1968年） - 中嶺の妻
  - 第14話「あやつり坊主の怪」（1969年） - 村人
  - 第21話「妖怪雪女」（1969年） - 太郎の母
- 非情のライセンス
  - 第1シリーズ
    - 第17話「兇悪の友」（1973年） - 女房
    - 第51話「兇悪の逃亡者」（1974年）

  - 第2シリーズ
    - 第2話「兇悪の傷痕」（1974年） - 主婦
    - 第10話「兇悪の星」（1974年） - 主婦
    - 第92話「兇悪の孤独」（1976年） - 工藤家女中

  - 第3シリーズ（1980年）
    - 第3話「兇悪の赤い薔薇・禁じられた愛」
    - 第16話「兇悪の砂・事故死を運ぶ女」
- 仮面ライダーV3 第48話「見た! デストロン首領の顔!!」（1974年） - 看護婦長
- がんばれ!!ロボコン（1975年）
  - 第33話「ノロノタリ! ロボショーバラバラ大賛成」 - 主婦
  - 第38話「キントット! おいら魚屋になるぞォ」 - 主婦
  - 第39話「ムギョギョ!! 食いねェ21世紀メニュー」 - 主婦
  - 第48話「バラバラリン 映画はおいらに任せとけ!」 - 主婦
- 燃える捜査網（1975年）
  - 第2話「女涙の怨み節」
  - 第10話「刑事なんて大嫌い!」
- 5年3組魔法組 第17話「マンガンキーで大騒ぎ!」（1977年）
- 特捜最前線
  - 第12話「地獄に墜ちる愛」（1977年）
  - 第23話「女と刑事の子守唄」（1977年）
  - 第41話「シクラメンは見ていた!」（1978年）
  - 第46話「判決・私を売った女!」（1978年）
  - 第48話「惜別・指のない焼死体!」（1978年）
  - 第58話「緊急手配・悪女からのリクエスト!」（1978年）
  - 第71話「恐怖のタクシードライバー!」（1978年）
  - 第82話「望郷殺人カルテット!」（1978年）
  - 第109話「紫色のマニキュアをした女!」（1979年）
  - 第118話「子供の消えた十字路」（1979年）
  - 第128話「裸の街II・最後の刑事!」（1979年）
  - 第169話「地下鉄・連続殺人事件!」（1980年）
  - 第205話「雪国から来た逃亡者!」（1981年）
  - 第216話「レスポンスタイム3分58秒!」（1981年）
  - 第237話「木枯しや……」（1981年）
  - 第249話「レイプ・襲われた姉妹!」（1982年）
  - 第259話「二人の街の天使!」（1982年）
  - 第275話「望郷 凶悪のブルーハワイ!」（1982年）
  - 第297話「手配書を破る女!」（1983年）
  - 第314話「妻たちの犯罪日誌!」（1983年）
  - 第328話「カラスと呼ばれた女!」（1983年）
  - 第335話「愛人バンクの女!」（1983年）
  - 第356話「ある主婦の殺意!」（1984年）
  - 第370話「隅田川慕情!」（1984年）
  - 第378話「レイプ・妻に捧げる完全犯罪!」（1984年）
  - 第388話「老刑事と5号室の女!」（1984年）
  - 第409話「ベッドタウン殺人事件の死角!」（1985年）
  - 第417話「誘拐ルート・5時間の追跡!」（1985年）
  - 第430話「昭和60年夏・老刑事船村一平退職!」（1985年）
  - 第431話「単身赴任・妻たちの犯罪パーティー!」（1985年）
  - 第444話「原宿スクランブル・泣いた放火魔!」（1985年）
  - 第469話「連続放火事件・待ちつづけた女!」（1986年）
  - 第472話「嘘から出た殺人・結婚詐欺師に愛の手を!」（1986年）
  - 第494話「下着パーティーを覗いた女!」（1986年）
- ロボット110番（1977年）
  - 第22話「ついにやったぞ大手柄」 - 主婦
  - 第30話「ガンガラファイトを取り戻せ」 - 佐久間夫人 ※ノンクレジット
  - 第31話「わんぱく大戦争」 - 母親
  - 第35話「人さわがせな大冒険」 - ハルコの母
- 透明ドリちゃん 第20話「お母さんの不思議」（1978年） - 犬の飼い主
- 土曜ワイド劇場
  - 松本清張の聞かなかった場所（1979年）
  - 江戸川乱歩の美女シリーズ 第9作「赤いさそりの美女」（1979年） - 病院配膳係（小甲登志枝名義）
  - 三毛猫ホームズシリーズ
    - 第3作「三毛猫ホームズの怪談 赤猫は死を招く」（1981年）
    - 第6作「三毛猫ホームズの駆落ち 相続人殺し 父危篤・至急連絡乞う」（1984年） - マンション管理人

  - 西村京太郎トラベルミステリー
    - 第1作「終着駅殺人事件 上野～青森ミステリー特急「ゆうづる」」（1981年） - 霊媒師
    - 第2作「再婚旅行殺人事件」（1982年）
    - 第10作「L特急「雷鳥九号」殺人事件」（1987年）
    - 第14作「愛と死の飯田線」（1989年）
    - 第24作「山手線五・八キロの証言」（1993年）

  - 女弁護士 朝吹里矢子
    - 第7作「モーテルの女が消えた!」（1983年）
    - 第8作「夫の愛人を二度殺した人妻」（1985年）
    - 第12作「相続放棄の謎」（1991年）

  - 密会の宿 第1作「義姉の白い肌が夫を襲う…女美容師の完全犯罪」（1984年） - のり子
  - 松本清張の高台の家（1985年）
  - 松本清張作家活動40年記念 霧の旗（1991年）
  - おんな秘密調査員立花江梨子 北九州玄海灘・謎の置手紙連続殺人!（1992年）
  - そして誰もいなくなる（1994年）
  - こちら禅寺探偵局 第2作「奇妙な千社札連続殺人事件!」（1996年）
- スーパー戦隊シリーズ
  - バトルフィーバーJ（1979年）
    - 第8話「鉄腕エースの謎」 - 母親
    - 第35話「腹ペコ大パニック」 - 使用人

  - 電子戦隊デンジマン 第35話「謎のはたおり姫」（1980年） - 老婆
  - 忍者戦隊カクレンジャー
    - 第36話「暴れん坊忍者!!」（1994年） - 老婆
    - 第50話「特選!! 妖怪の宿」（1995年） - 老婆
- 鉄道公安官 第11話「東北本線・美しき逃亡者」（1979年）
- 花よめは16歳 第2話「がんばれ! 水泳部落第生」（1979年）
- 爆走!ドーベルマン刑事 第2話「飛べ! 警察犬アレックス」（1980年）
- ドラマ・人間 第1回「名古屋・女子大生誘拐殺人事件」（1981年）
- メタルヒーローシリーズ
  - 宇宙刑事シャリバン 第7話「鏡の中に浮かぶ私は誰れ!?」（1983年） - サチ子の母
  - 宇宙刑事シャイダー 第1話「不思議界」（1984年） - 勇一の母
  - 時空戦士スピルバン（1986年）
    - 第16話「ワーラーがひそむブクブク地底湖」 - ユウイチの祖母
    - 第31話「東京が沈む! 三人結晶ヘレンレディ」 - 純一の祖母

  - 世界忍者戦ジライヤ 第8話「暗殺はデートの後で」（1988年） - マイラの侍女
  - 特警ウインスペクター（1990年）
    - 第7話「幸せ祈る聖少女」 - マンションの住人
    - 第38話「選ばれた男」 - 食堂の女将
- さすらい刑事旅情編 第3話「函館本線小樽の女」（1988年）
- 市川準の東京日常劇場 / パートの女達（1990年）
- はぐれ刑事純情派
  - 第5シリーズ（1992年）
    - 第11話「殺意の女子社員寮・セクハラで辞めた男」
    - 第23話「盗まれた遺書・自分をなおせなかった男」

  - 第6シリーズ 第25話「向日葵の髪飾りの女・指紋のない凶器」（1993年）

#### テレビ東京
- プレイガール
  - 第37話「裸の女王蜂」（1969年）
  - 第102話「父は過去に何をしていた?」（1971年）
  - 第231話「女は裸で一発勝負」（1973年）
  - 第236話「女一匹くれない仁義」（1973年）
- 江戸川乱歩シリーズ 明智小五郎（1970年）
  - 第5話「花嫁泥棒 地獄の道化師より」
  - 第25話「白昼夢 殺人金魚」
- 忍者キャプター 第26話「風魔烈風! 死す!!」（1976年） - 主婦
- ぐるぐるメダマン 第17話「オバケの電話がウラララ…」（1976年） - 苦情に来た主婦
- 快傑ズバット（1977年）
  - 第8話「哀しみのプロパン爆破」 - おかみさん
  - 第13話「少年殺し屋のバラード」 - 主婦
- スパイダーマン 第16話「名犬よ 父のもとへ走れ」（1978年） - 松木家の隣人
- ザ・スーパーガール
  - 第7話「女囚脱獄 女体に仕掛けた罠」（1979年）
  - 第10話「売春婦殺し 危うし警部」（1979年）
  - 第17話「女囚脱獄 復讐に燃えた女体」（1979年）
  - 第43話「トルコ嬢殺人事件」（1980年）
  - 第49話「入試地獄は詐欺の季節」（1980年）

#### 毎日放送
- サスペンスシリーズ / 現代鬼婆考・殺愛（1973年） - 女中